# Coleocephalocereus pluricostatus
Coleocephalocereus pluricostatus är en kaktusväxtart som beskrevs av Albert Frederik Hendrik Buining och Brederoo. Coleocephalocereus pluricostatus ingår i släktet Coleocephalocereus, och familjen kaktusväxter. Inga underarter finns listade i Catalogue of Life.